# Alcaudete de la Jara
Alcaudete de la Jara – gmina w Hiszpanii, w prowincji Toledo, w Kastylii-La Mancha, o powierzchni 156,12 km². W 2011 roku gmina liczyła 2057 mieszkańców.